# Osservatorio astronomico del Giura
| 42113 Jura         | 15 gennaio 2001  |
| 42191 Thurmann     | 14 febbraio 2001 |
| 46095 Frédérickoby | 15 marzo 2001    |
| 77755 Delémont     | 13 agosto 2001   |
| 360762 FRIPON      | 4 gennaio 2005   |

L'osservatorio astronomico del Giura (in francese observatoire astronomique jurassien) è un osservatorio astronomico svizzero situato presso la località di Vicques nel Canton Giura, a 505 m s.l.m.. Il suo codice MPC è 185 Observatoire Astronomique Jurassien-Vicques.

## Storia
L'osservatorio fu edificato a partire dal 1992 su iniziativa dagli astrofili della regione che già dal 1970 avevano dato vita alla Société jurassienne d'astronomie. L'osservatorio divenne operativo nel 1997.
La strumentazione conta vari telescopi di cui il principale è Bernard Comte che dispone di un'ottica da 61 cm.
L'osservatorio è accreditato dal Minor Planet Center della scoperta di 10 asteroidi effettuate tra il 2001 e il 2005.
Inoltre, presso l'osservatorio, Michel Ory ha compiuto la scoperta della cometa P/2008 Q2 Ory.